# Erfurter Hütte

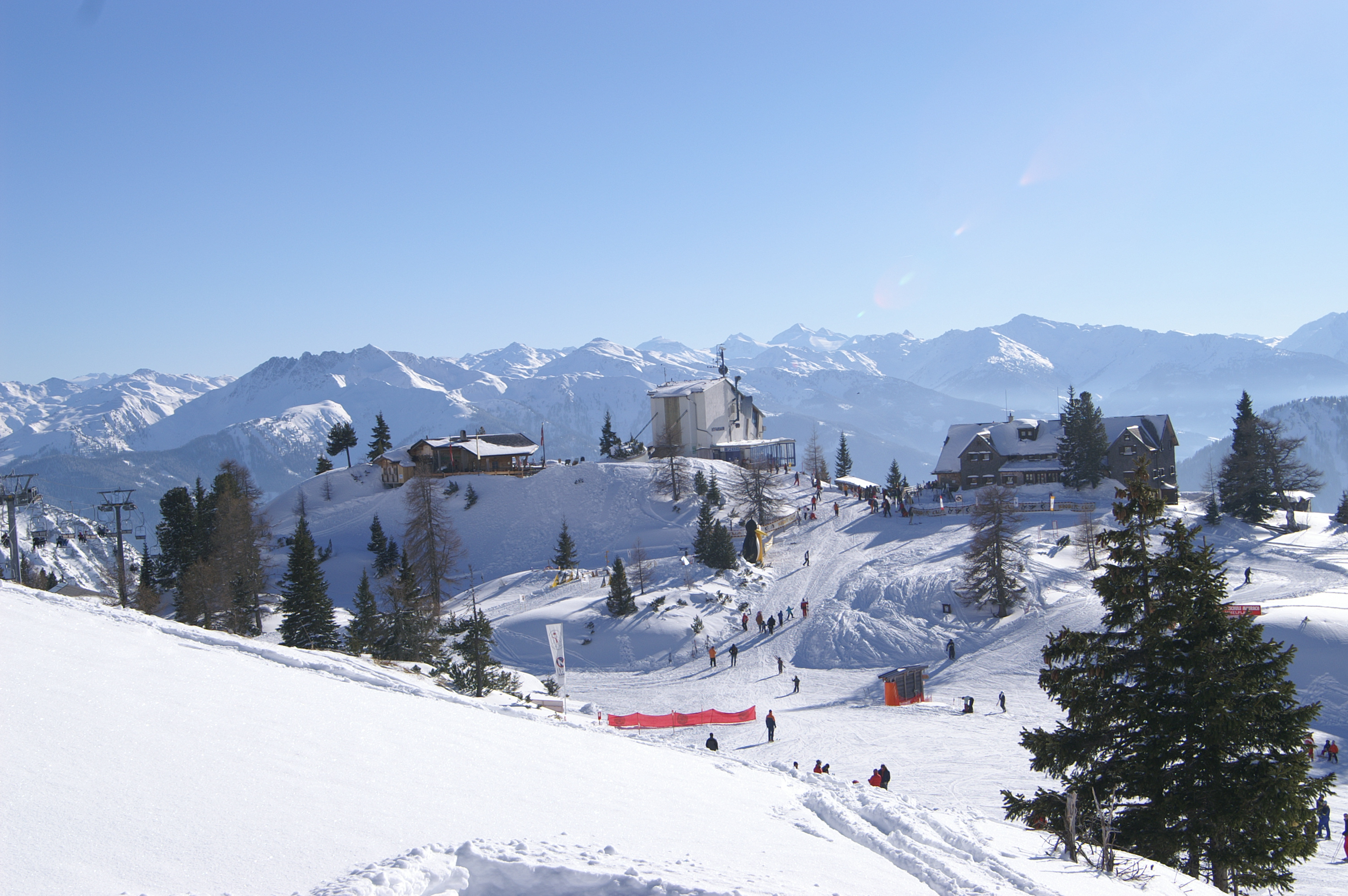
Erfurter Hütte rechts im Bild

Die Erfurter Hütte ist die Alpenvereinshütte der Sektion Ettlingen des Deutschen Alpenvereins. Sie befindet sich im Rofangebirge unterhalb des Gschöllkopfs direkt neben der Bergstation der Rofanseilbahn, die von Maurach am Achensee zur Hütte führt.

## Geschichte
1894 fasste die Sektion Erfurt des DuOeAV den Beschluss zum Bau einer Hütte, und ein Jahr später wurde der erste Bau eingeweiht. 1920 wurde die Hütte durch einen Brand vollständig zerstört und 1924 neu aufgebaut. 1945 annektierten die Siegermächte die Hütte und übergaben sie anschließend der Treuhandschaft dem Österreichischen Alpenverein. 1973 wurde die Hütte durch die Sektion Erfurt mit Sitz in Ettlingen zurückgekauft (dort gründete sich die Sektion Erfurt 1955 in Westdeutschland neu; 1983 wurde die Sektion umbenannt in Sektion Erfurt in Ettlingen und 2001 umbenannt in Sektion Ettlingen). 1996 wurden die Erweiterungsbauten eingeweiht. Im Herbst 2010 wurde ein neuer Dachstuhl errichtet und die Hütte nochmals erweitert; der Innenausbau wurde im Sommer 2010 abgeschlossen.

## Zugänge
- Auffahrt mit der Rofanseilbahn in Maurach.
- Wanderung von der Talstation Rofanseilbahn (980 m), Gehzeit: 2 1⁄2 Stunden
- Wanderung von der Talstation Rofanseilbahn (980 m) über Dalfazalm (1693 m), Gehzeit: 3 1⁄2 Stunden

## Übergänge
- Bayreuther Hütte (1600 m), Gehzeit: 3 Stunden
- Dalfazalm (1693 m), Gehzeit: 1 Stunde

## Touren
Das Tourenangebot erstreckt sich im Sommer von leichten Spaziergängen über anspruchsvolle Wanderungen bis zum Klettern. Im Winter kann man Ski- und Schneeschuhtouren unternehmen oder Pistenskifahren gehen.
- Gschöllkopf (Hausberg) (2039 m), Gehzeit: ½ Stunde
- Haidachstellwand (2192 m), Gehzeit: 1½ Stunden
- Hochiss (2299 m), Gehzeit: 1½ Stunden
- Rofanspitze (2259 m), Gehzeit: 1¾ Stunden
- Seekarlspitze (2261 m), Gehzeit: 1½ Stunden
- Roßkopf (2246 m), Gehzeit: 2 Stunden
- Spieljoch
- Dalfazer Kamm
- Ebner Joch
- Vorderes Sonnwendjoch
- Rotspitze
- 5-Gipfel-Klettersteig über Haidachstellwand, Roßkopf, Seekarlspitze, Spieljoch und Hochiss; Gehzeit: ca. 6–7 Stunden

## Karte
- Alpenvereinskarte 1:25.000, Blatt 6, Rofan